# 広瀬務
広瀬 務（ひろせ つとむ、1963年6月24日 - ）は、日本の元ラグビー選手でラグビーワールドカップ1987の日本代表メンバー。

## 経歴
静岡県出身。当時花園常連校だった静岡県立清水南高等学校でラグビーを始める。花園には在学中連続出場し続けた。その後、同志社大学でレギュラーとして活躍。4年生のときに日本代表に選ばれ、ラグビーワールドカップ1987に出場。卒業後はリコーで活躍した。